# 劉藍
劉藍（1466年—？），字子青，江西吉安府安福縣人，軍籍，明朝政治人物。

## 生平
弘治十四年（1501年）辛酉科江西鄉試第九名舉人。弘治十八年（1505年）中式乙丑科會試第二百四十六名，三甲第二十三名進士。历官大理寺左寺副，正德七年（1512年）八月升广东按察司佥事，丁忧归，服阕，十一年十月復除浙江佥事，十二年正月考察以不謹閑住。

## 家族
曾祖劉貴良；祖父劉拱政，封員外郎；父劉秵，母顏氏。具庆下。兄劉孟，布政司参政；劉䀉；劉䀂；弟刘子明，弘治五年举人、贡士，官大兴知县；劉子厲，弘治十二年进士、監察御史。